# Sloop John B
Pour le film, voir I Want to Go Home.
Singles de The Beach Boys
Barbara Ann
(1965) God Only Knows
(1966)
Pistes de Pet Sounds
Let's Go Away for Awhile God Only Knows
Sloop John B (à l'origine publiée comme The John B. Sails) est une chanson folklorique de la ville de Nassau aux Bahamas, reprise par les Beach Boys en 1966 dans une version rock, puis par bien d'autres interprètes, dont en France Sylvie Vartan dans les années 1960 sous le titre Mister John B.

## Histoire
Cette chanson est inspirée d'une chanson folklorique bahaméenne, de Nassau, et une transcription en est publiée en 1916 dans un magazine. Elle a fait l'objet de plusieurs enregistrements par divers interprètes.
Le John B. est le nom d'un voilier qui a réellement existé, un sloop, dont l'équipage aurait eu la réputation de devenir particulièrement joyeux à l'occasion des retours au port. Le bateau aurait coulé aux Bahamas, vers 1900.
C'est la version rock des Beach Boys en 1966 qui la popularise,,. En 1966, les Beach Boys en font en effet une reprise rock sur l'album Pet Sounds. Elle sort également en single en mars de la même année, et atteint la troisième place du Billboard Hot 100 en mai. On peut la retrouver aussi, dans la version des Beach Boys, sur la trame sonore du film Forrest Gump. En 2011, cette version des Beach Boys de Sloop John B a été classée n° 276 sur la liste du magazine américain Rolling Stone des «500 plus grandes chansons de tous les temps»

## Versions françaises
Sylvie Vartan reprend cette chanson en français en 1966 sous le titre Mister John B. Cette adaptation en français reste en partie fidèle à l'univers maritime initial et imagine un Mister John B qui revient à terre après trois années de navigation en mer,. La même année 1966, une autre chanteuse française, Stone, l'enregistre également avec d'autres paroles. Cette variante est cette fois intitulée Fille ou Garçon. Cette dernière chanson est réutilisée, avec des paroles détournées, dans une publicité d'Etienne Chatiliez pour Éram, spot qui obtient le César du meilleur film publicitaire en 1986. Ce titre Sloop John B est également repris (l'adaptation française) par Ronnie Bird en 1966 sous le titre Seul dans la nuit.
En 2013, une reprise par Me First and the Gimme Gimmes apparaît dans le film Le Loup de Wall Street (The Wolf of Wall Street) de Martin Scorsese.
Cette chanson a également fait son chemin parmi les supporters de l'OGC Nice, avec les paroles : "Le gym me fait vibrer / depuis que je suis né / C'est une maladie que j'ai attrapée / pour l'éternité, pour l'éternité".

## Interprètes de la version des Beach Boys
- Hal Blaine : batterie
- Lyle Ritz : contrebasse
- Carol Kaye : basse
- Al Casey, Jerry Cole, Billy Strange : guitare
- Al de Lory : orgue
- Frank Capp : glockenspiel
- Jay Migliori : clarinette
- Steve Douglas, Jim Horn : flûte
- Jack Nimitz : saxophone baryton